# Максимовка (Самарська область)
Максимовка (рос. Максимовка) — село в Богатівському районі Самарської області Російської Федерації.
Населення становить 1001 особу. Входить до складу муніципального утворення сільське поселення Максимовка.

## Історія
Від 2005 року входило до складу муніципального утворення сільське поселення Максимовка.

## Населення
| 2010 |
| ---- |
| 1001 |